# Burgdorf (Hannover)
Burgdorf is een gemeente in de Duitse deelstaat Nedersaksen, en maakt als selbständige Gemeinde deel uit van de Region Hannover.
Burgdorf (Hannover) telt 30727 inwoners (2019).

## Plaatsen in de gemeente Burgdorf

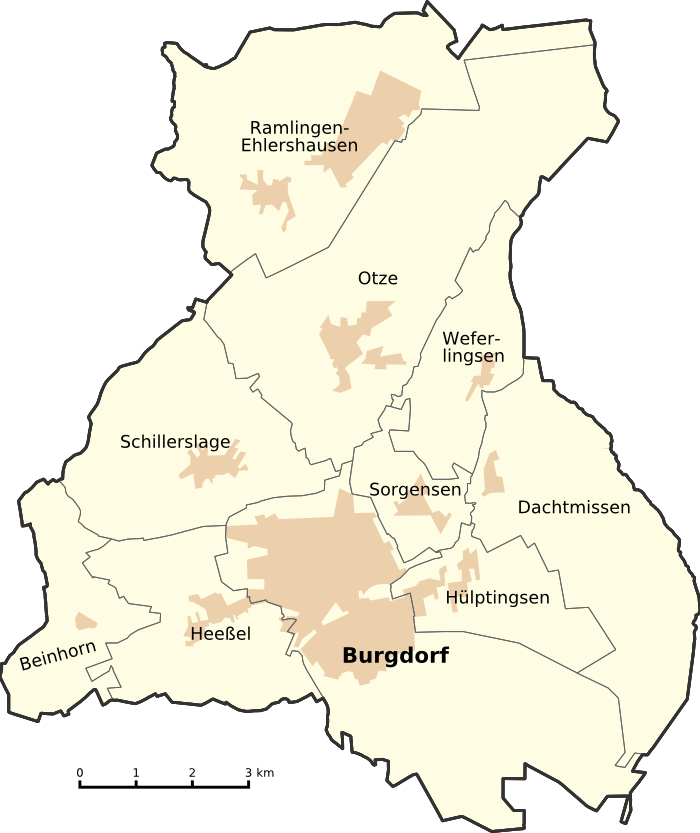
Plattegrond Ortsteile van Burgdorf

(Tussen haakjes het aantal inwoners per 1 januari 2019, incl. tweede-woningbezitters)
- Beinhorn (136)
- Dachtmissen (441)
- Heeßel (1.014)
- Hülptingsen (1.125)
- Kernstadt Burgdorf (22.955) incl.:
  - Oststadt
  - Südstadt
  - Weststadt
- Otze incl. Flaatmoor (1.842)
- Ramlingen/Ehlershausen (3.314)
- Schillerslage (991)
- Sorgensen (573)
- Weferlingsen (265)

Totaal gehele gemeente per 01-01-2019: 32.636 inwoners, onder wie 1.250 tweede-woningbezitters. Bron: Website gemeente Burgdorf.

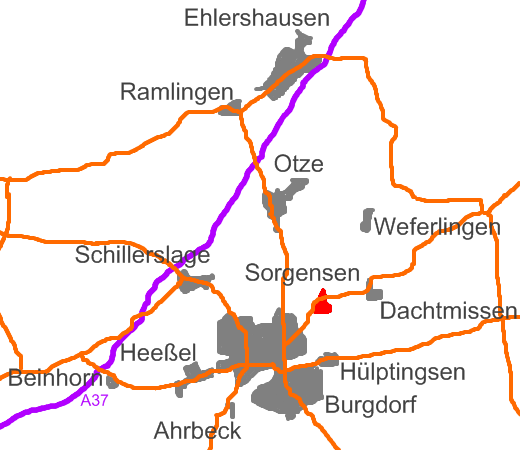
Overzichtskaart stadsdelen. Het dorp Sorgensen is rood gemarkeerd.
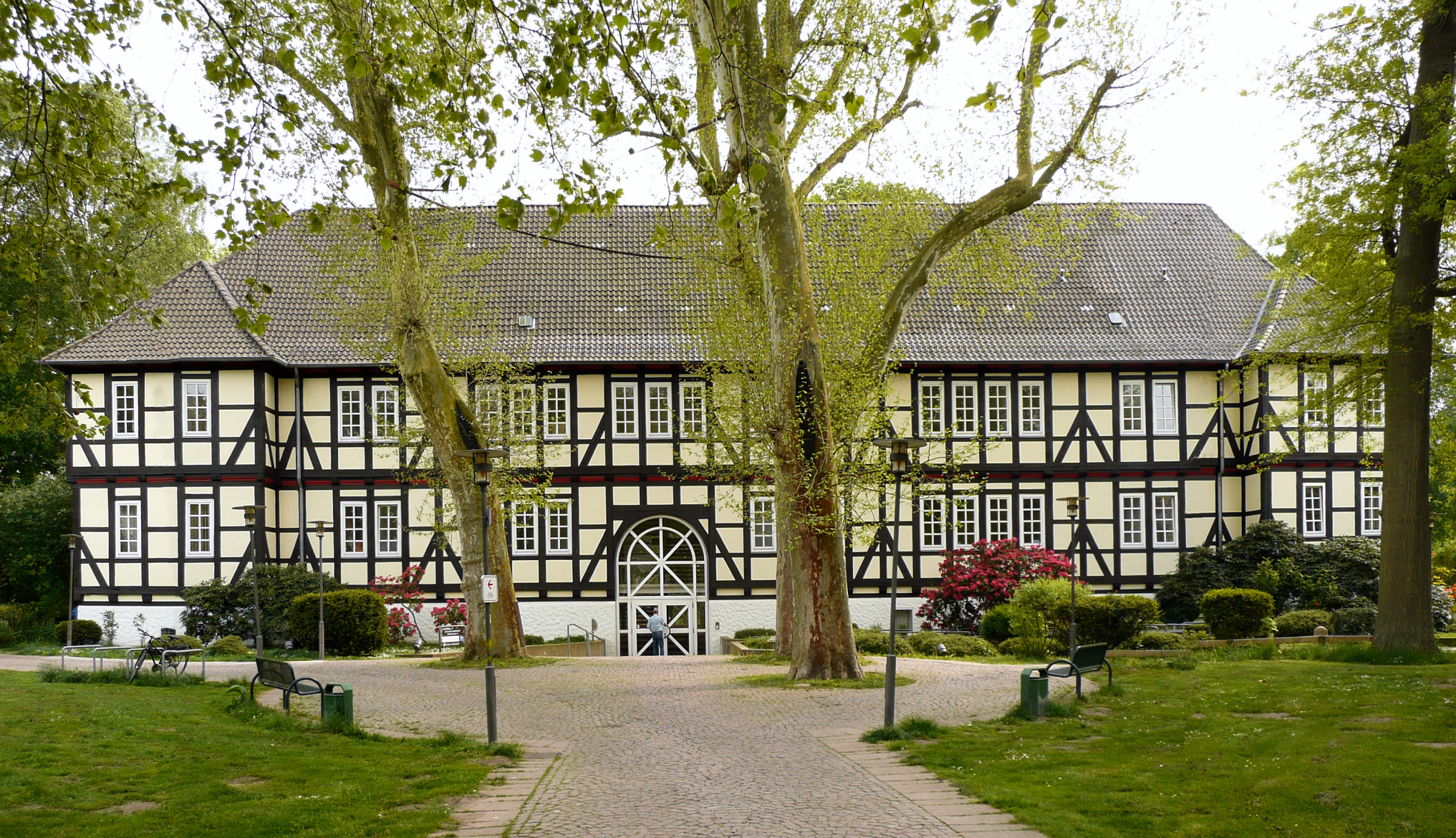
Het ingrijpend gerestaureerde Slot Burgdorf, thans grotendeels als gemeentehuis in gebruik

### Dorpswapens der stadsdelen

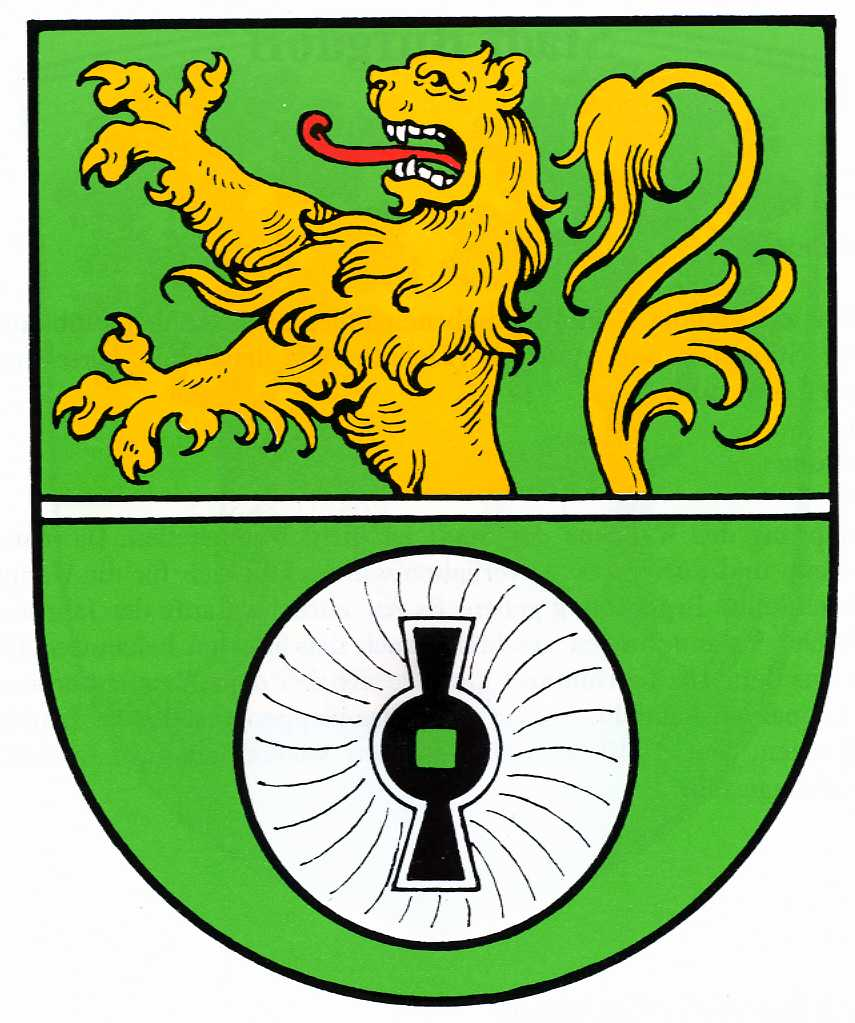
Beinhorn
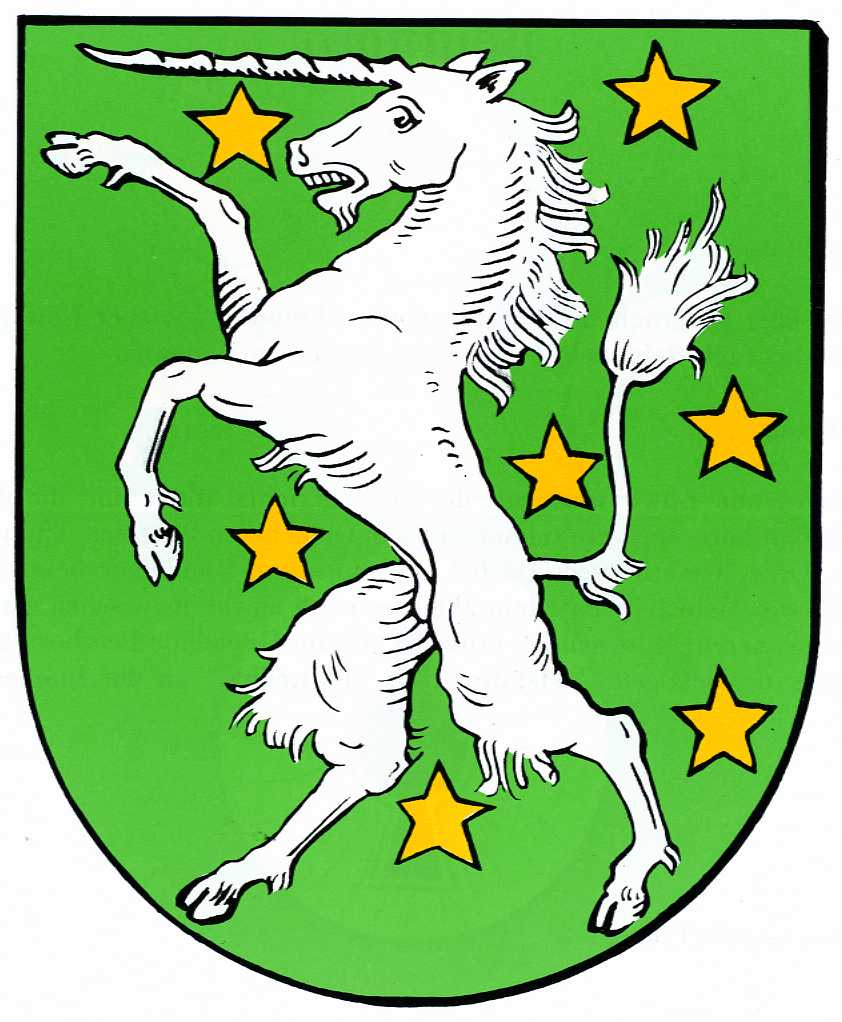
Dachtmissen
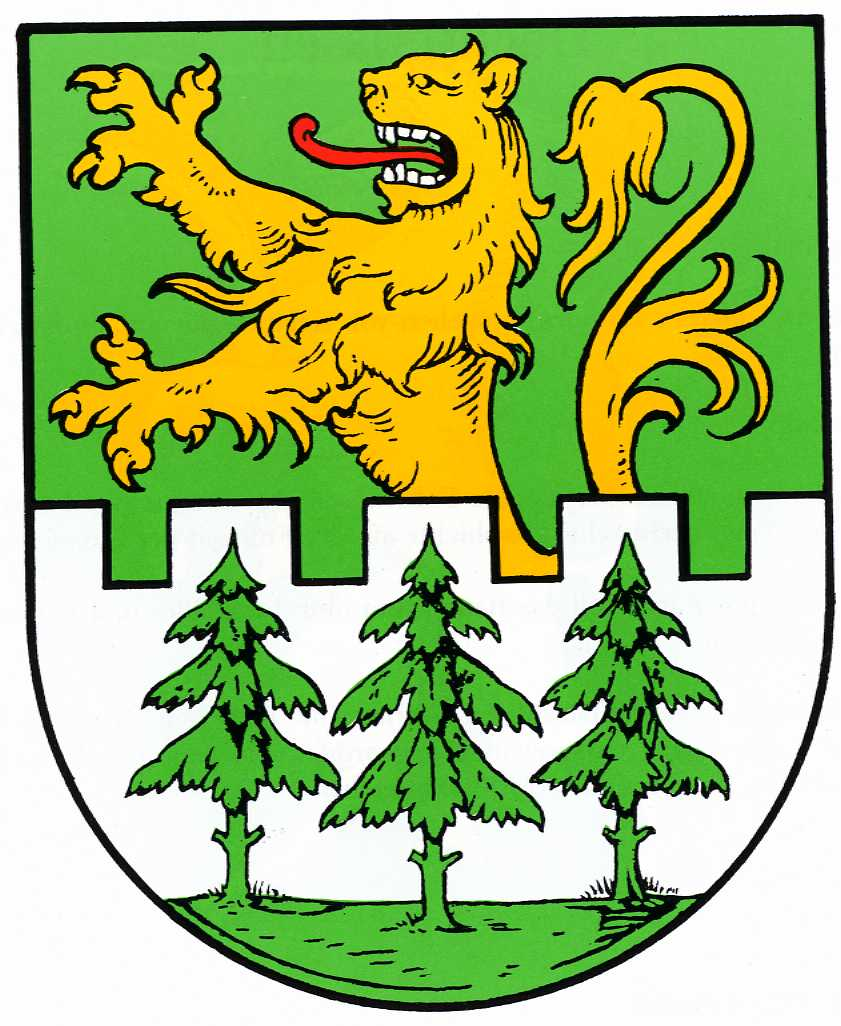
Heeßel
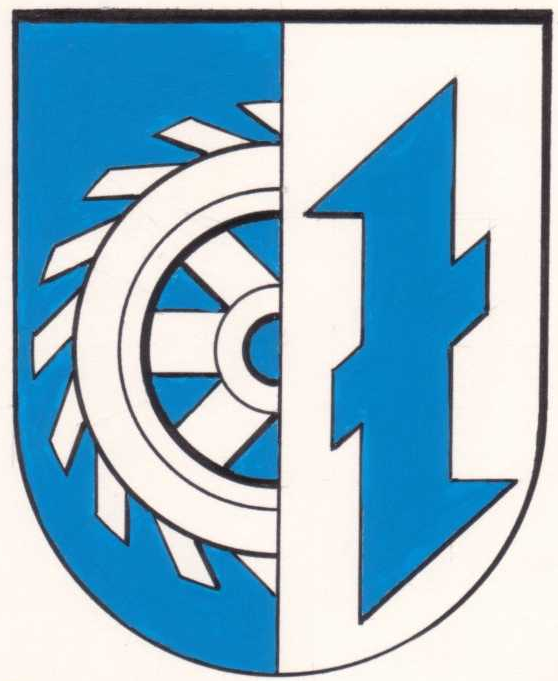
Hülptingsen
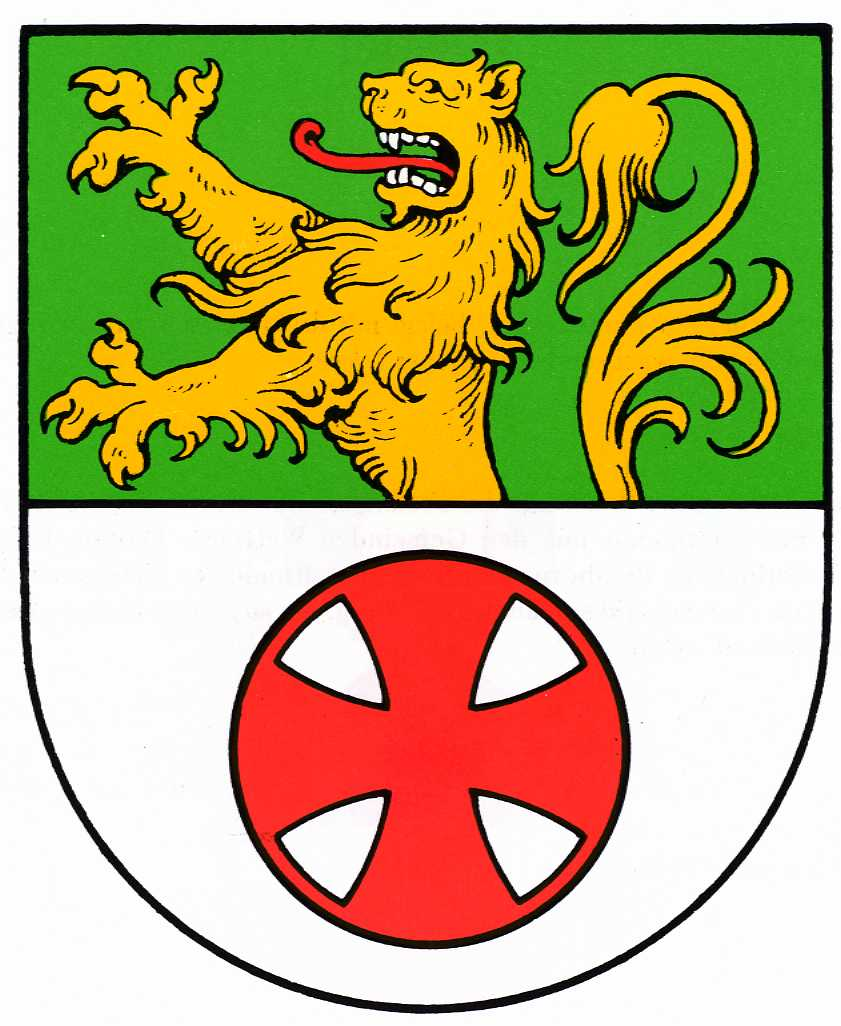
Otze
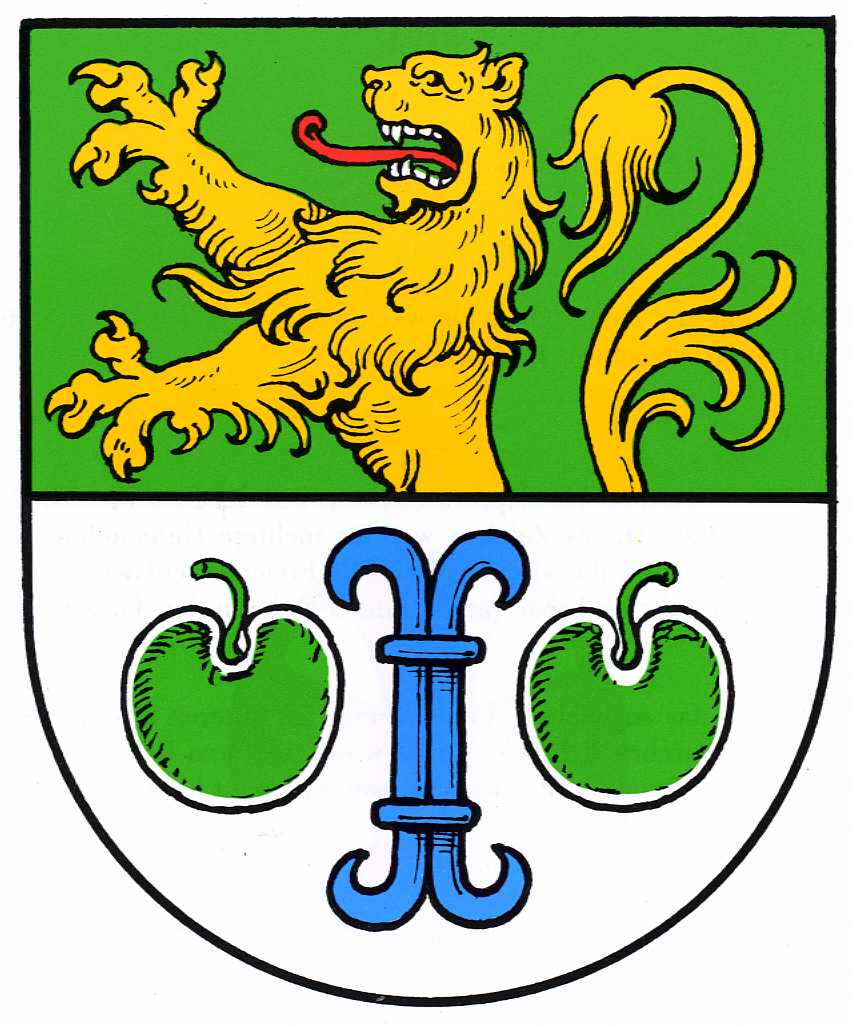
Ramlingen-Ehlershausen
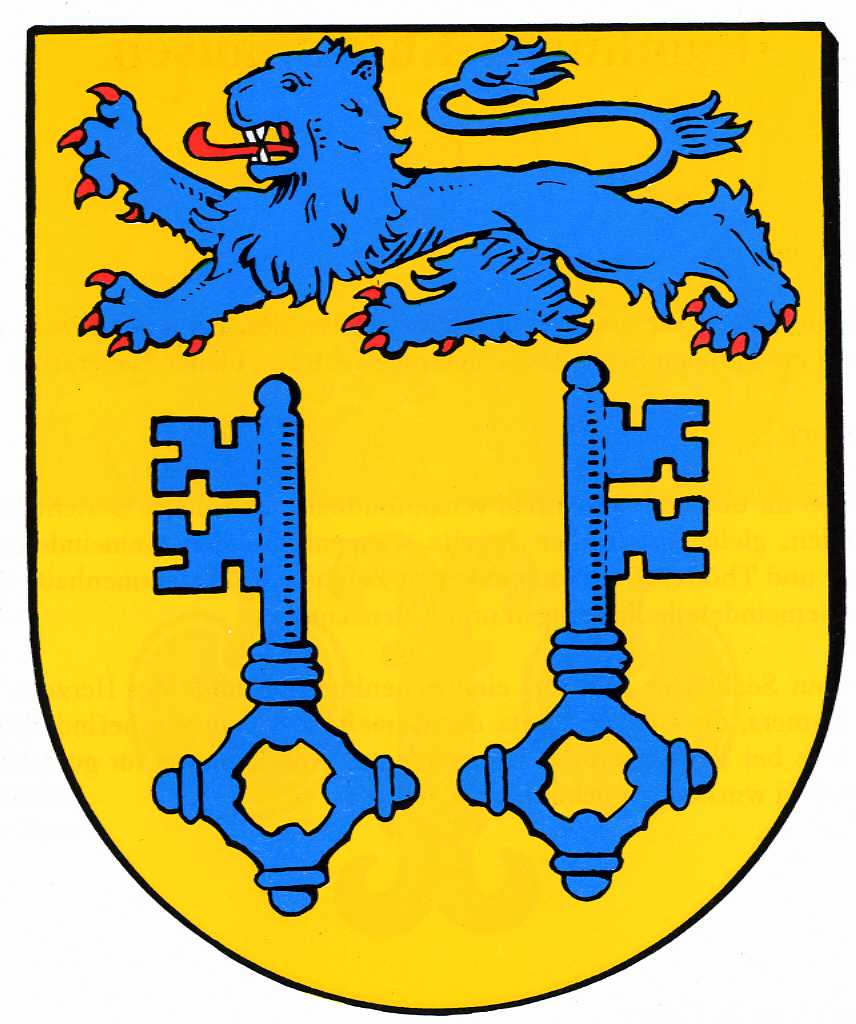
Schillerslage
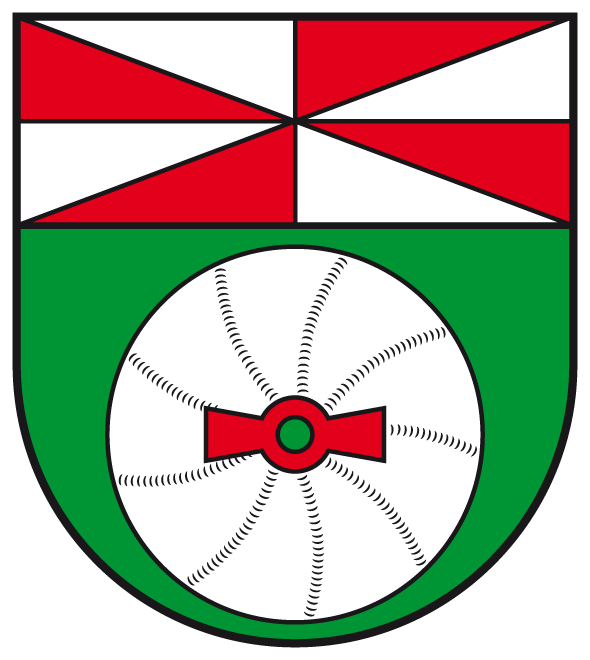
Sorgensen
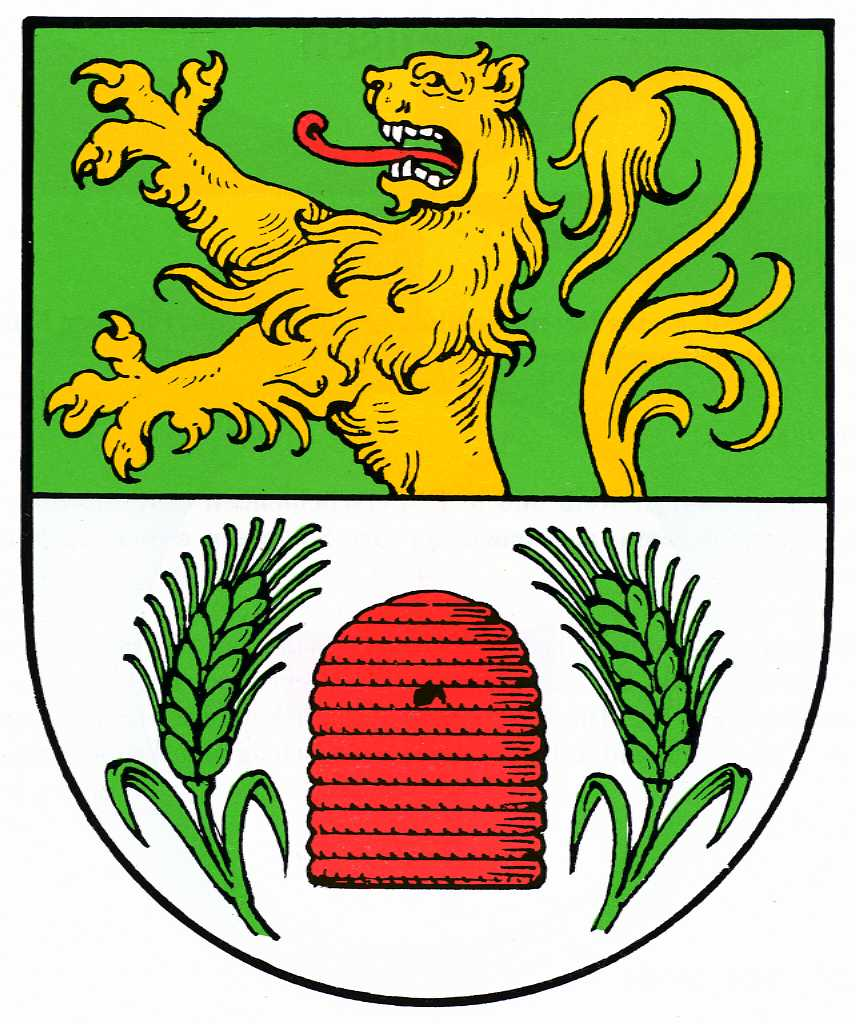
Weferlingsen

Het gemeentebestuur is gevestigd in zes verschillende gebouwen in de binnenstad: Schloss (o.a. gemeentelijke belastingen en accountantsdienst), en vijf gebouwen genaamd Rathaus I t/m V.

## Ligging, verkeer, vervoer
Burgdorf ligt ca. 20 km ten zuiden van Celle en 25 km ten noordoosten van Hannover. Ca. 25 km ten zuidoosten van Burgdorf ligt Peine.
Het stadje ligt ten oosten van het riviertje de Aue, dat bij Celle uitmondt in de Aller.
Burgdorf ligt in een tamelijk bosrijk gebied. De bodemgesteldheid heeft veel gemeen met die van de Veluwe in Nederland: arme zandgrond, die deels met productiebos (naaldhout) is beplant. Er zijn echter ook gebieden, die evenals Noord-Limburg (Nederland) geschikt zijn voor bepaalde akkerbouwgewassen, o.a. asperges.

### Wegverkeer
De grotendeels vierbaans Bundesstraße 3, ten westen van Burgdorf overgaand in de Autobahn A37, loopt van noord naar zuid door de gemeente.
Acht km ten zuiden van Burgdorf, aan de noordrand van Lehrte, is een afrit van de A2 Hannover - Peine - Braunschweig (Brunswijk).
De Bundesstraße 188 loopt rondom de stad Burgdorf oostwaarts richting o.a. Gifhorn, Wolfsburg en Rathenow.

### Openbaar vervoer

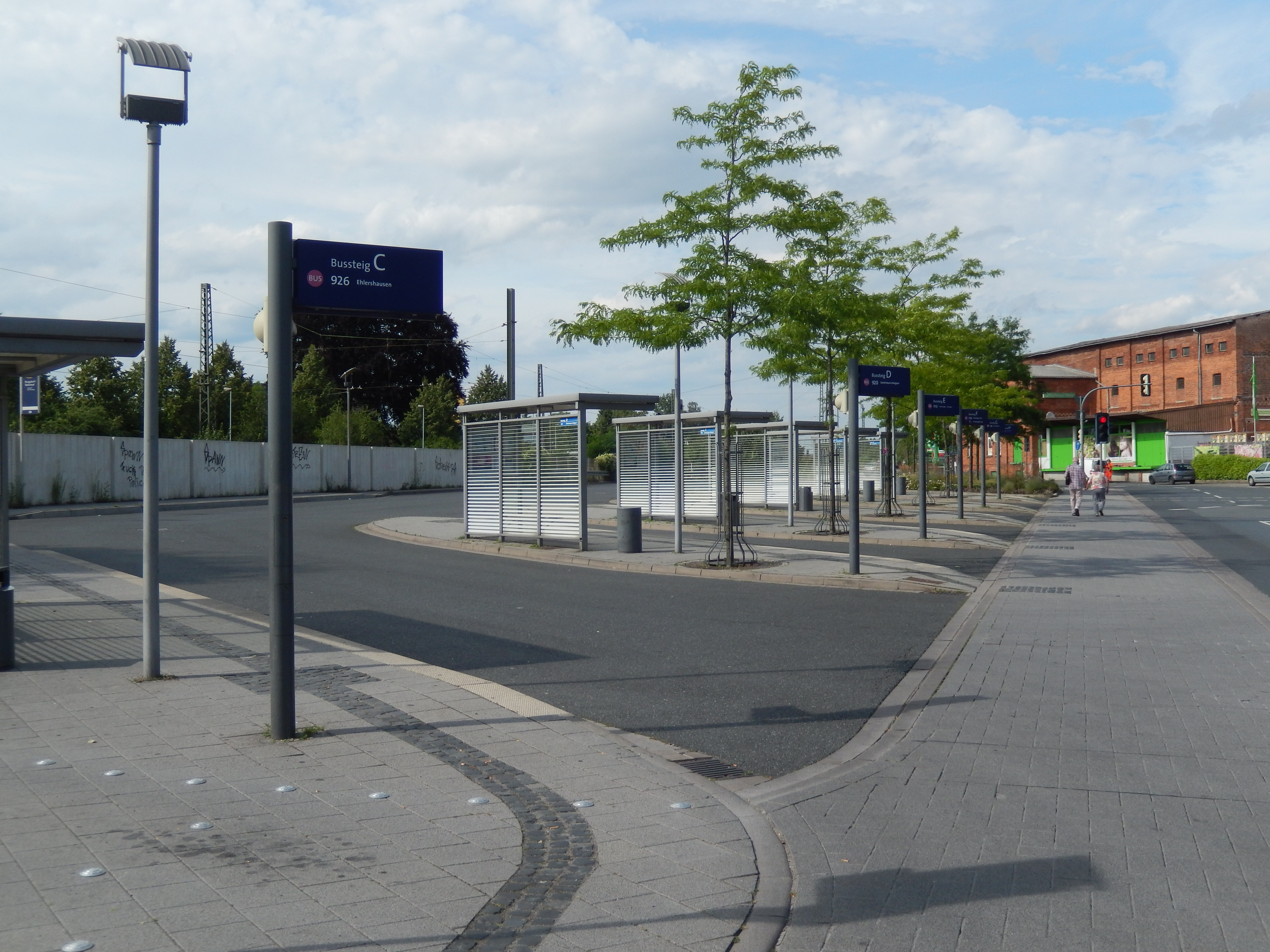
Busstation bij station Burgdorf (Han)
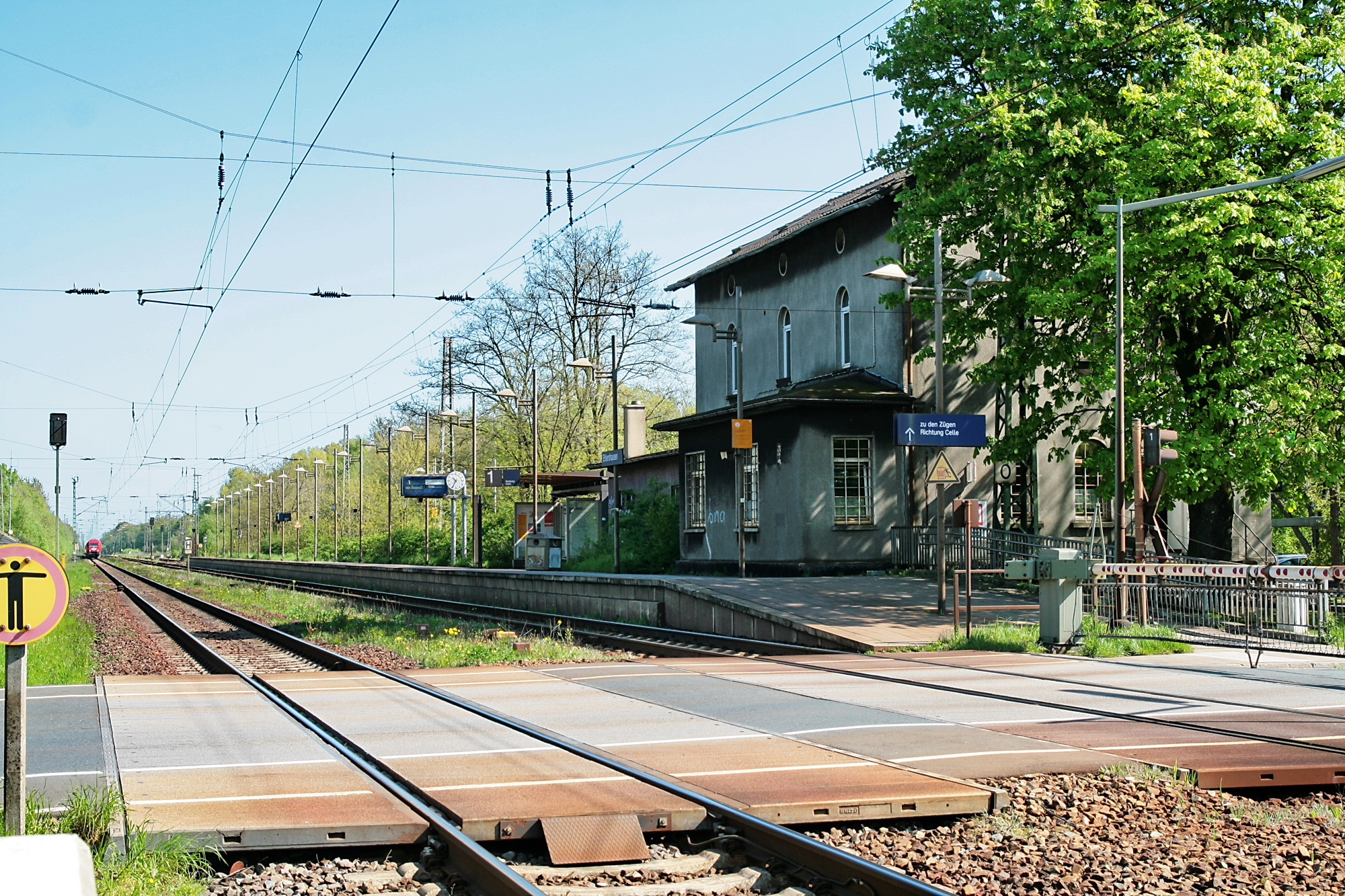
Station Ehlershausen

Station Burgdorf (Han) wordt bediend door de lijnen S6 en S7 van de S-Bahn van Hannover , die beide van Hannover Hauptbahnhof naar Celle v.v. rijden.
Beide S-Bahn-lijnen stoppen binnen de gemeente ook aan de stationnetjes te Otze en Ehlershausen.
Nabij station Burgdorf is een busstation, dat het begin- en eindpunt is van talrijke stads- en streekbuslijnen (o.a. naar Hänigsen).

## Economie
De streek rond Burgdorf heeft een sinds ca. 1750 bestaande traditie op het gebied van de teelt van asperges.
Bij Hülptingsen ligt een groot bedrijventerrein voor ondernemingen in het midden- en kleinbedrijf.

## Geschiedenis

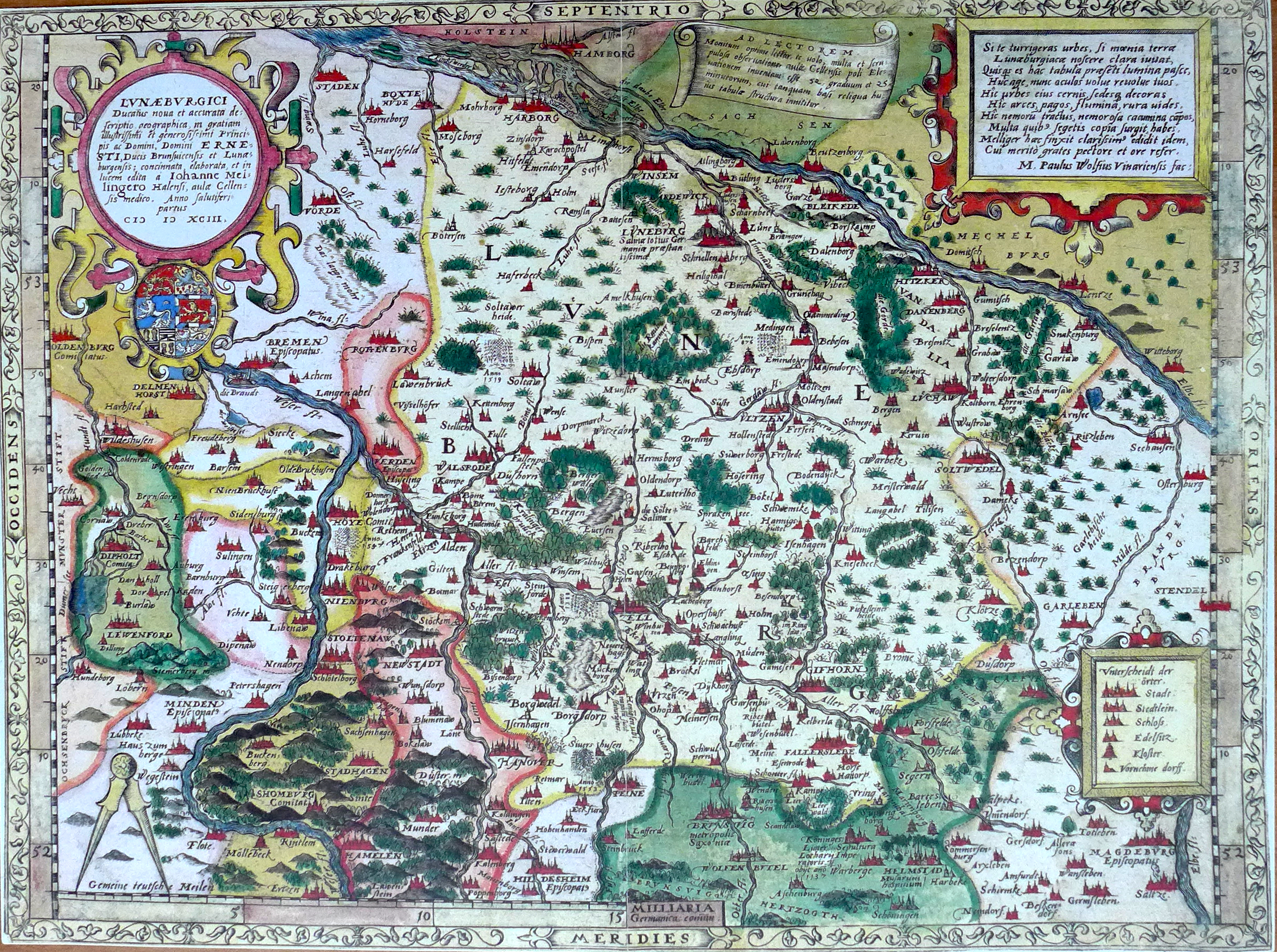
Kaart van het Vorstendom Lüneburg uit 1593. Bijna onderaan, iets links van het midden en rechts van Hannover ligt Borgdorp.
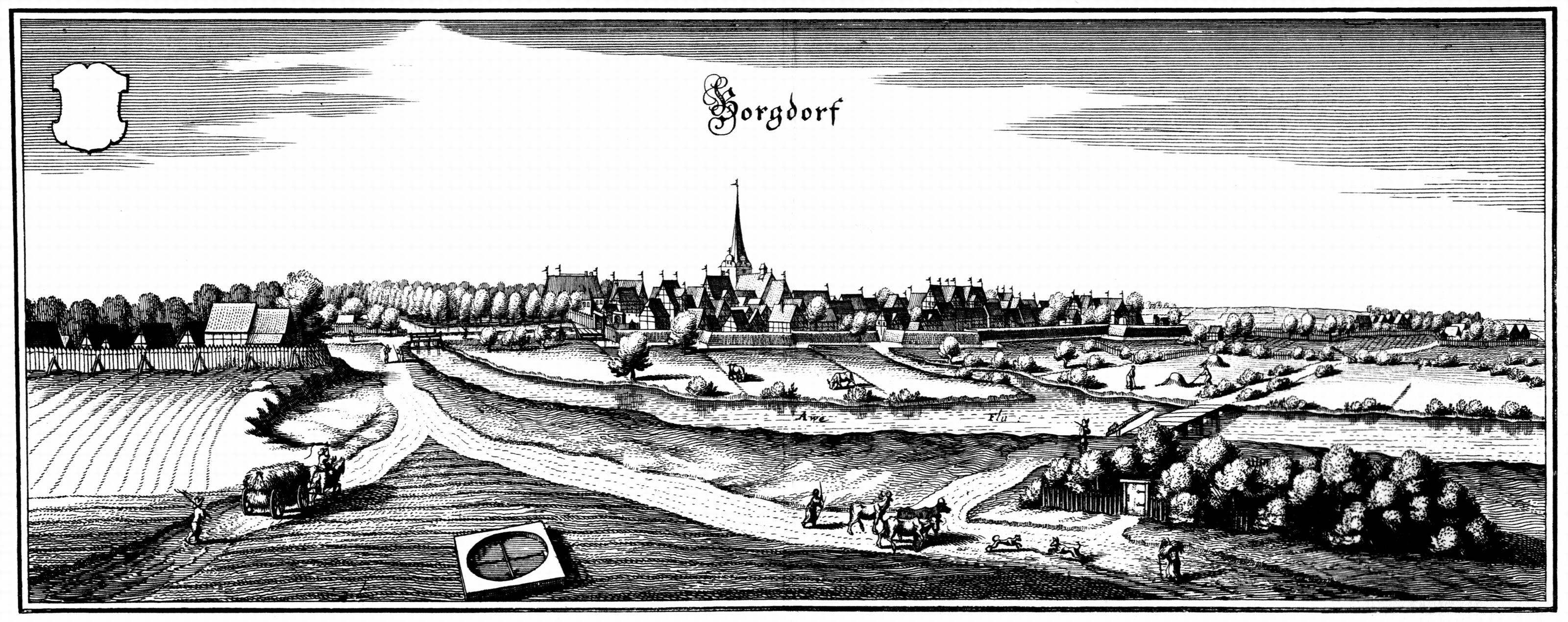
Burgdorf rond 1654 (Merian-ets)
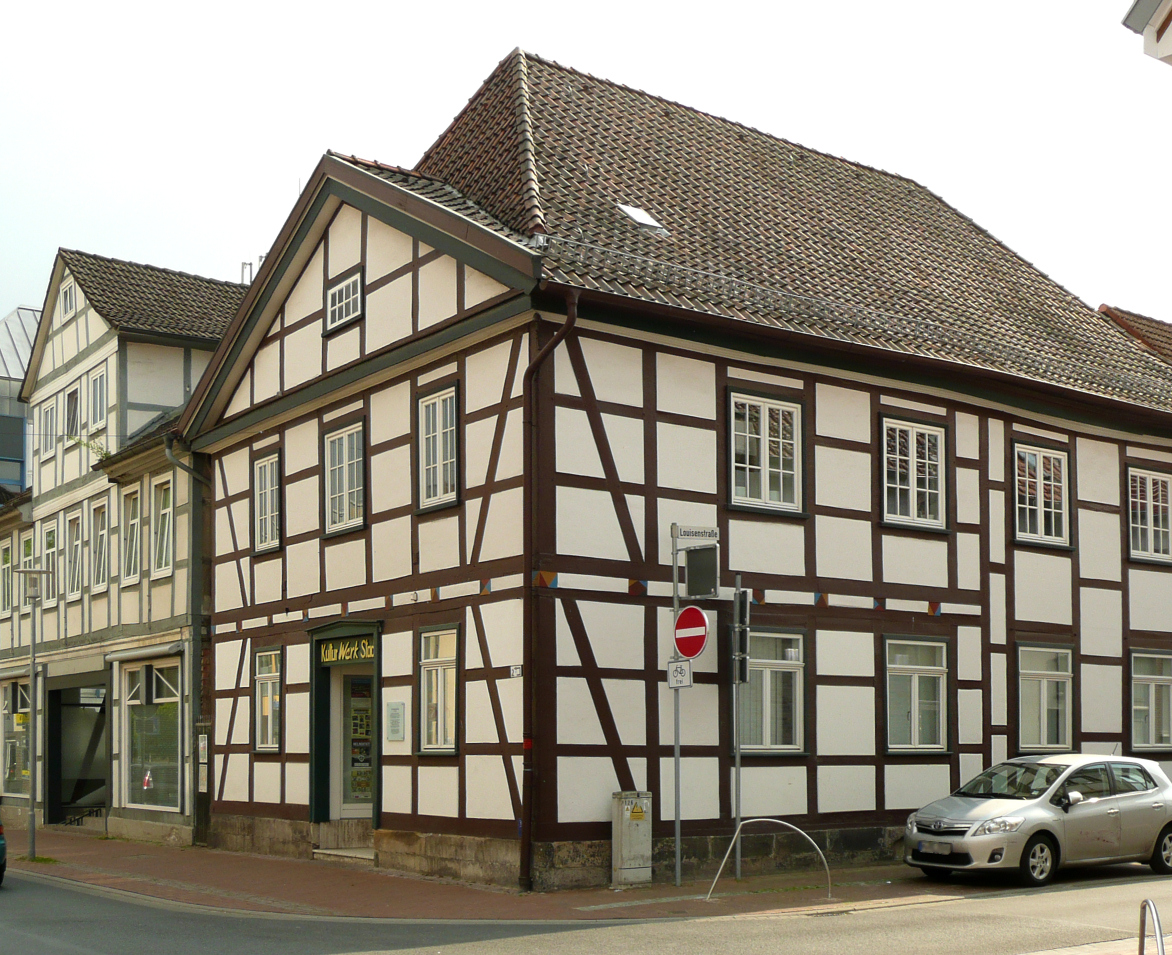
Vakwerkhuis uit 1811, tot 1939 was hier de synagoge van Burgdorf gehuisvest. Tegenwoordig cultureel centrum.

Burgdorf, dat in 1279 voor het eerst in een document voorkomt, behoorde in de middeleeuwen tot het Prinsbisdom Hildesheim. In 1433 liet Hertog Otto von der Heide van Lüneburg een nieuw kasteel bouwen (op de plaats waar nu nog het uit 1805 daterende Schloss staat), en liet het dorp rondom die burcht voorzien van een ommuring met drie poorten. Hij kende Burgdorf daarbij ook stadsrechten toe. Uiteindelijk deelde Burgdorf de geschiedkundige en dynastieke lotgevallen van het Hertogdom Brunswijk-Lüneburg.
In 1658 en 1809 werd Burgdorf door een grote stadsbrand grotendeels verwoest, maar korte tijd later weer opgebouwd. Uit de laatste herbouwperiode dateren vele van de vakwerkhuizen, die nu in de stad nog te zien zijn.
In 1944 was de omgeving van Burgdorf berucht, omdat dwangarbeiders er onder zware omstandigheden en soms ook martelingen op boerderijen moesten werken. Enigen van hen werden na een opstand naar concentratiekampen gebracht en vonden daar een gruwelijke dood.
Kort na de Tweede Wereldoorlog bestond er enige tijd een barakkenkamp voor displaced persons.
Na de Tweede Wereldoorlog groeide het provinciestadje Burgdorf sterk, doordat het werd aangewezen als woonplaats voor enige duizenden Heimatvertriebene. In de decennia daarna kreeg het zich met nieuwe woonwijken uitbreidende Burgdorf het karakter van een woonforensengemeente voor mensen, die in de stad Hannover werken of studeren. In 1974 werden de inwoners van negen omliggende gemeenten (zie hierboven: Stadsdelen) door een gemeentelijke herindeling burgers van Burgdorf.

## Bezienswaardigheden
- Het Stadtmuseum in Burgdorf bezit, naast de voor een streekmuseum gebruikelijke collecties, een verzameling van ca. 15.000 tinnen figuurtjes.
- Het centrum van Burgdorf bezit nog een aantal monumentale vakwerkhuizen. De meeste zijn kort na de brand van 1809 gebouwd. In de straat Am Brandende, aan het einde van het in 1809 verwoeste gebied, staan nog enige 17e- en 18e-eeuwse huizen. Veel van de oude huizen zijn tussen 1985 en 2005 liefdevol gerestaureerd.
- Ook het dorpje Ramlingen is vanwege zijn schilderachtige dorpskern de moeite van een bezoek waard.
- In het dorp Otze staat een gotische kapel uit 1350. Ook het interieur van dit kerkje (houtsnijwerk, plafond- en muurschilderingen) is ten dele laatmiddeleeuws en cultuurhistorisch interessant.
- In het centrum van Burgdorf staat een voormalig kasteel, dat na ingrijpende restauratie grotendeels in gebruik is als gemeentehuis. In het gebouw zijn ook enkele ruimtes beschikbaar voor tijdelijke kunsttentoonstellingen.
- De evangelisch-lutherse St. Pancratius- of Stadskerk, gebouwd in 1813 in de stijl van het classicisme, staat op de plaats van een eerdere, 15e-eeuwse kerk. Ook die was bij de brand van 1809 verwoest.
- Burgdorf is in geheel Nedersaksen bekend vanwege de in de zomermaanden op de 3e zaterdagmiddag van de maand georganiseerde pony- en kleindierenmarkt.

## Sport
- De handbalclub TSV Hannover-Burgdorf, die met zijn eerste mannenteam in 2019/2020 op het hoogste niveau van Duitsland uitkomt,  komt officieel uit Burgdorf, maar de topteams van deze club plegen hun thuiswedstrijden in de stad Hannover te spelen.
- Burgdorf is een centrum van de paardensport. Veel stoeterijen, waar paarden van het in alle takken van paardensport befaamde ras de Hannoveraan gefokt worden, bevinden zich in de gemeente Burgdorf.

## Belangrijke personen in relatie tot de gemeente

### Geboren
- Carl Sprengel (1787-1859), landbouwkundige
- Berry Lipman (artiestennaam van Friedel Berlipp; 1921-2016), jazzmusicus, -componist en -arrangeur

### Overleden
- Hans Joachim Ihle (1919-1997), beeldhouwer, gespecialiseerd in beelden van dieren

### Overigen
- Bernd Lange (1955), politicus, Europarlementariër, was van 1983-1994 leraar aan het gymnasium te Burgdorf
- Ursula von der Leyen  (1958), politica, voorzitster van de Europese Commissie, woont in Beinhorn, gemeente Burgdorf
- Florian Meyer (1968), voormalig voetbalscheidsrechter, woont te Burgdorf

## Galerij

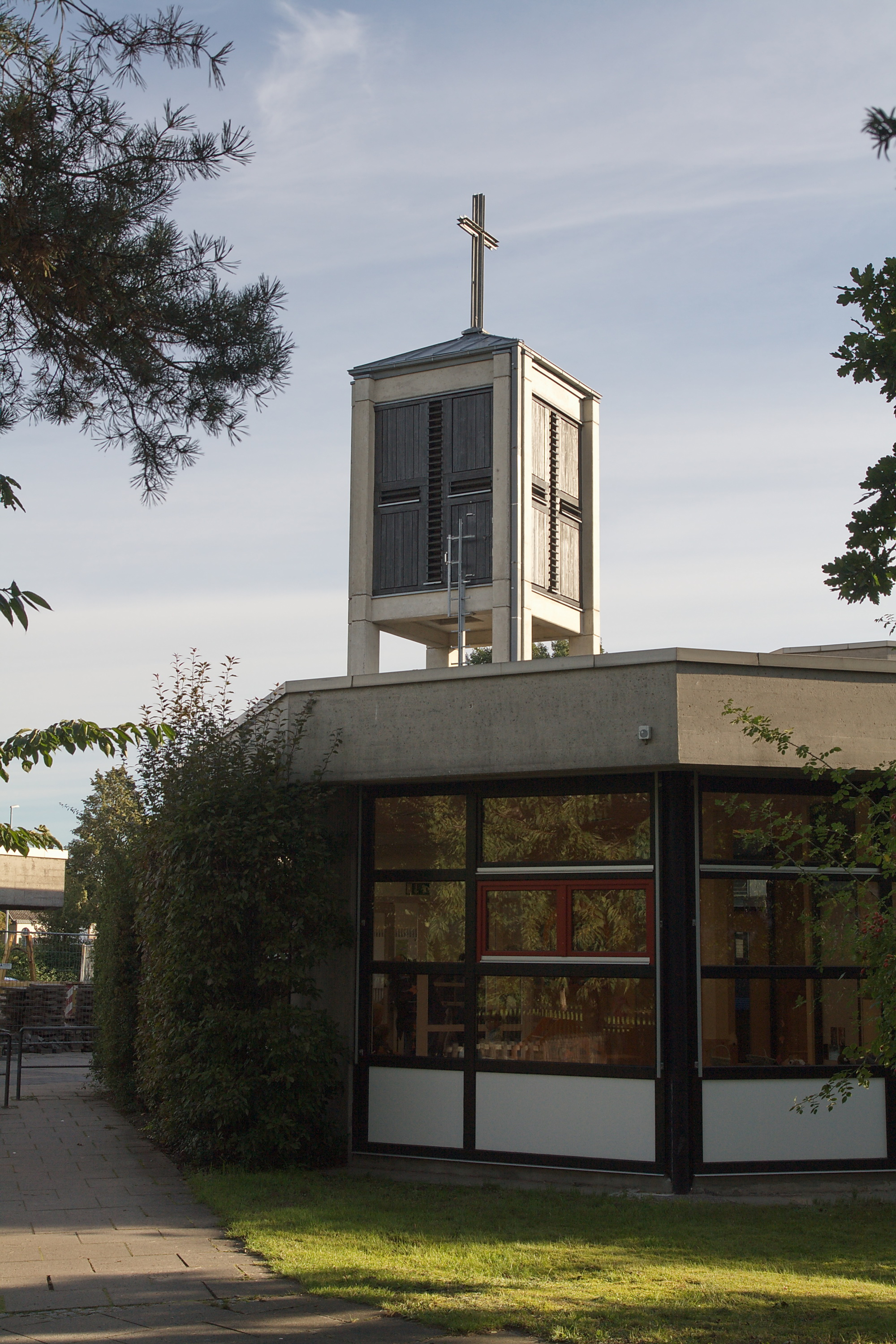
St.-Pauluskerk, Burgdorf (evang.-luthers)
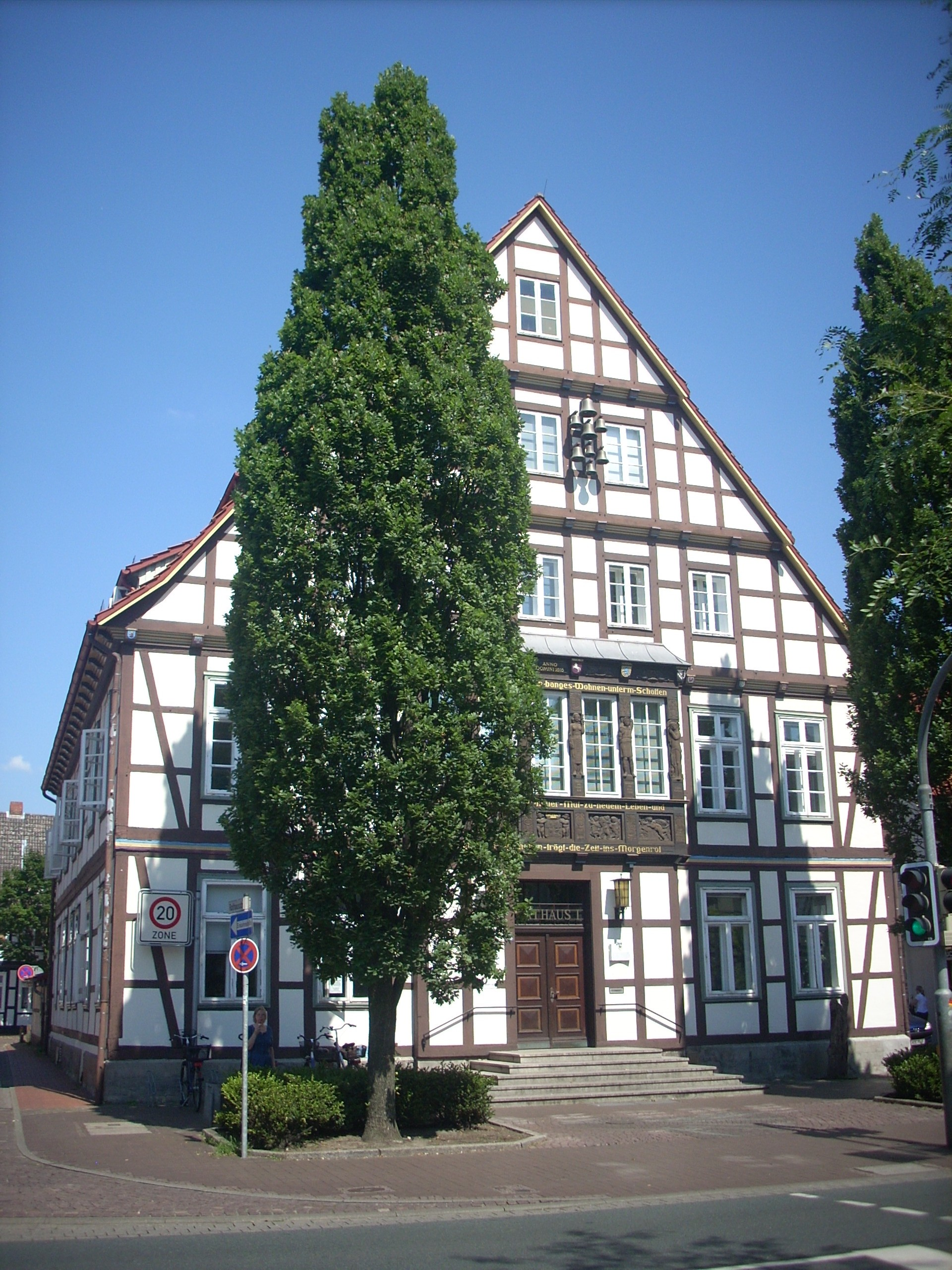
Historisch, vroeg 19e-eeuws raadhuis (Rathaus I)
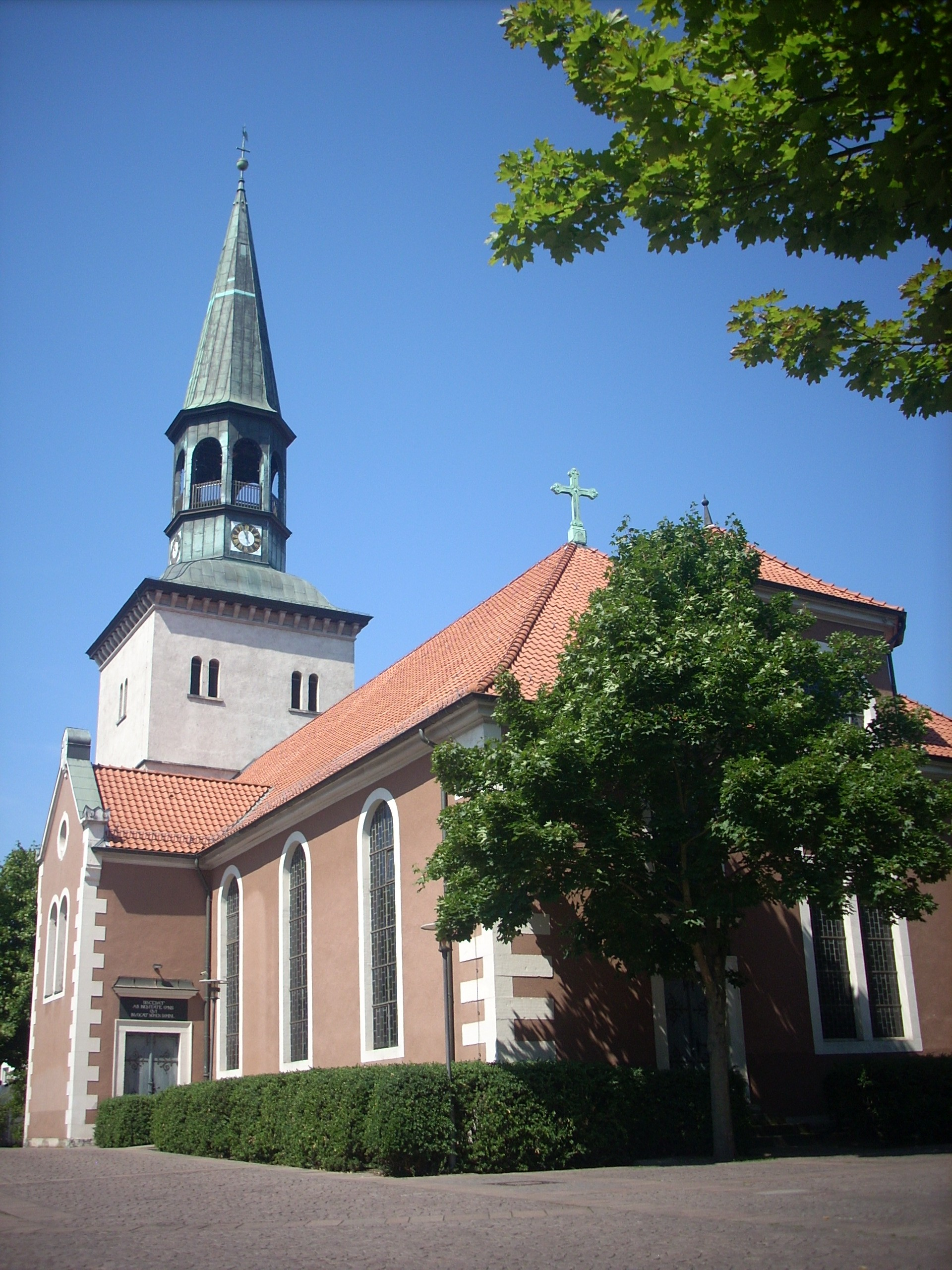
St.-Pancratiuskerk, Burgdorf (evang.-luthers)
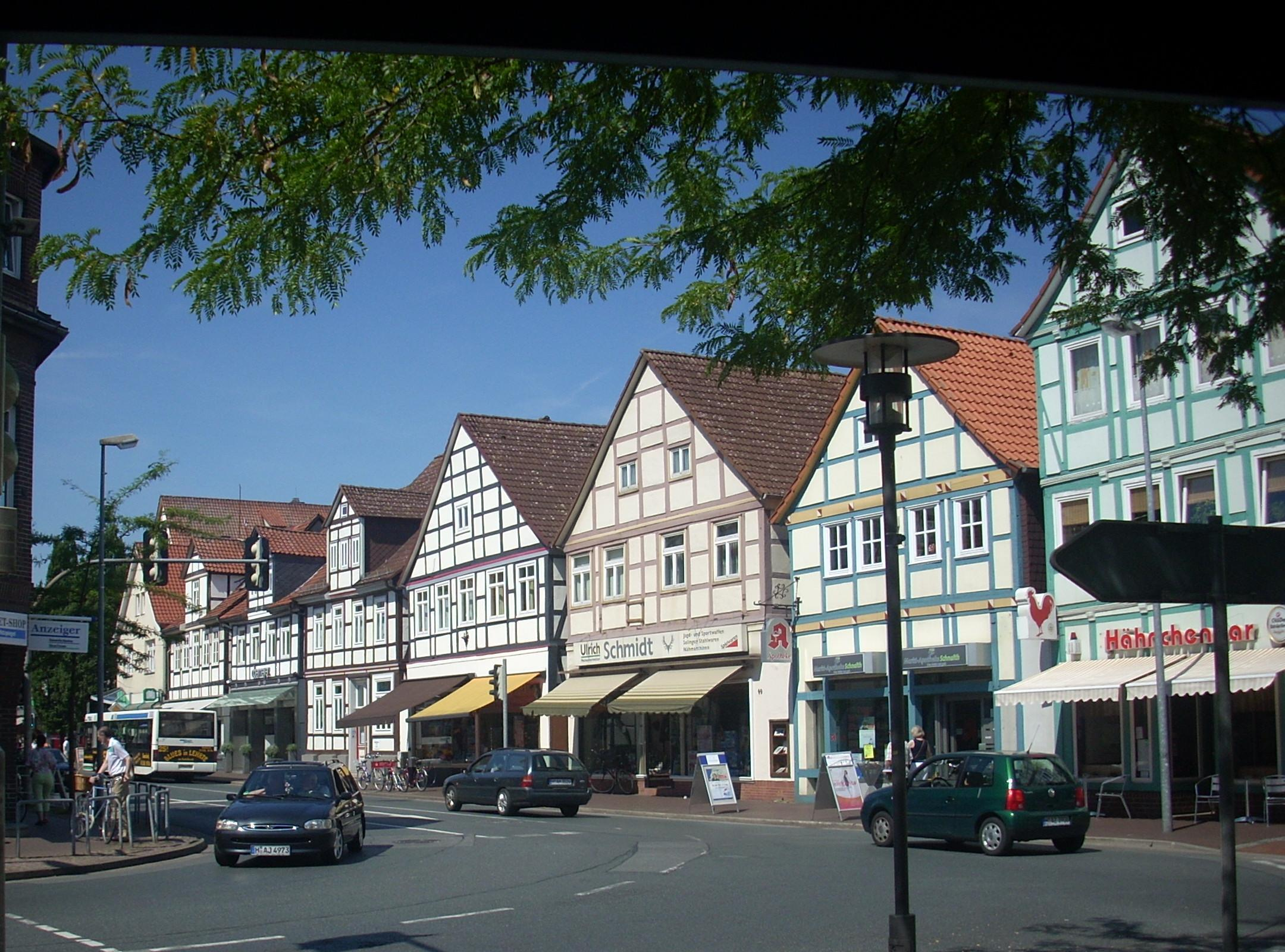
De Marktstraße
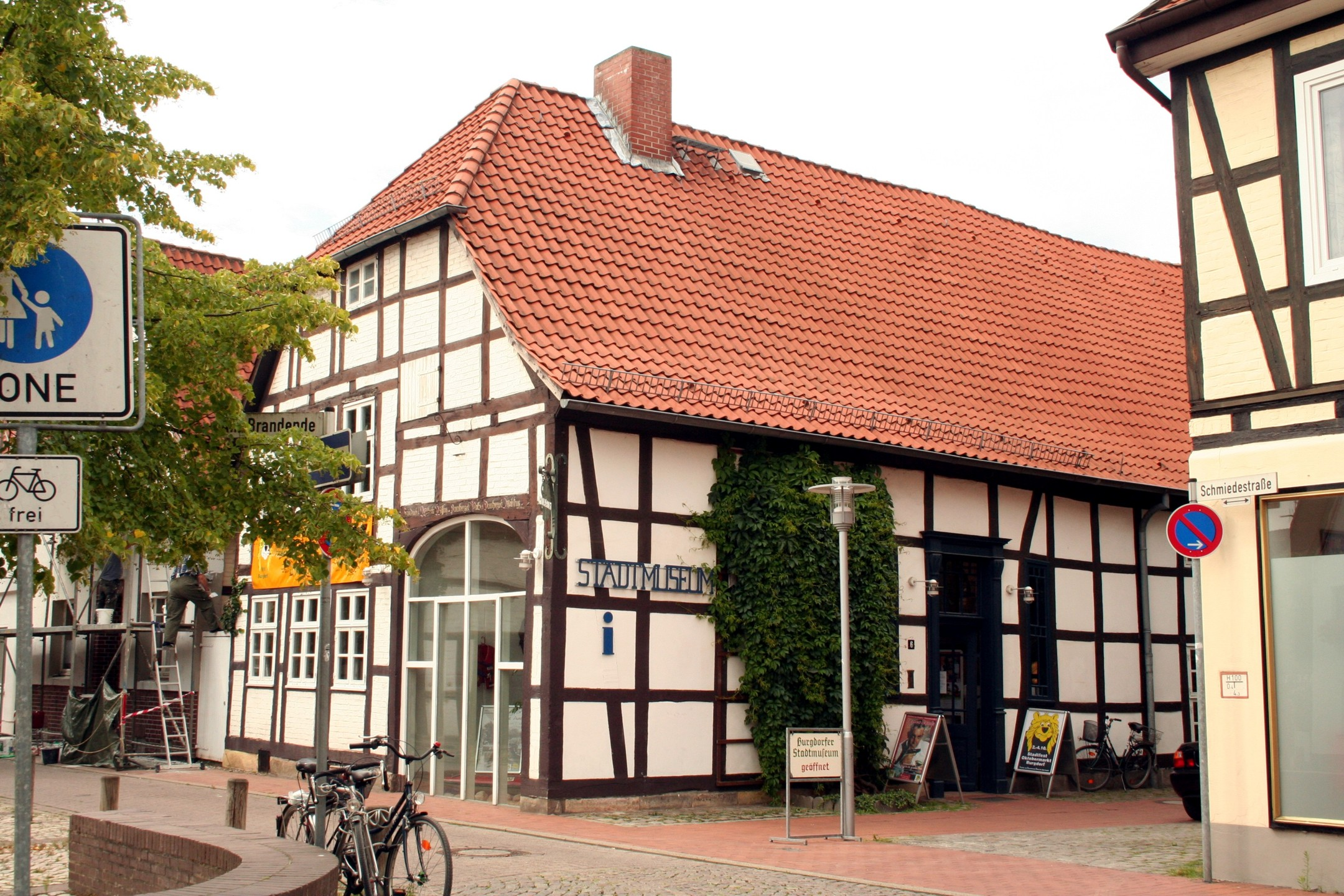
Stadsmuseum Schmiedestraße
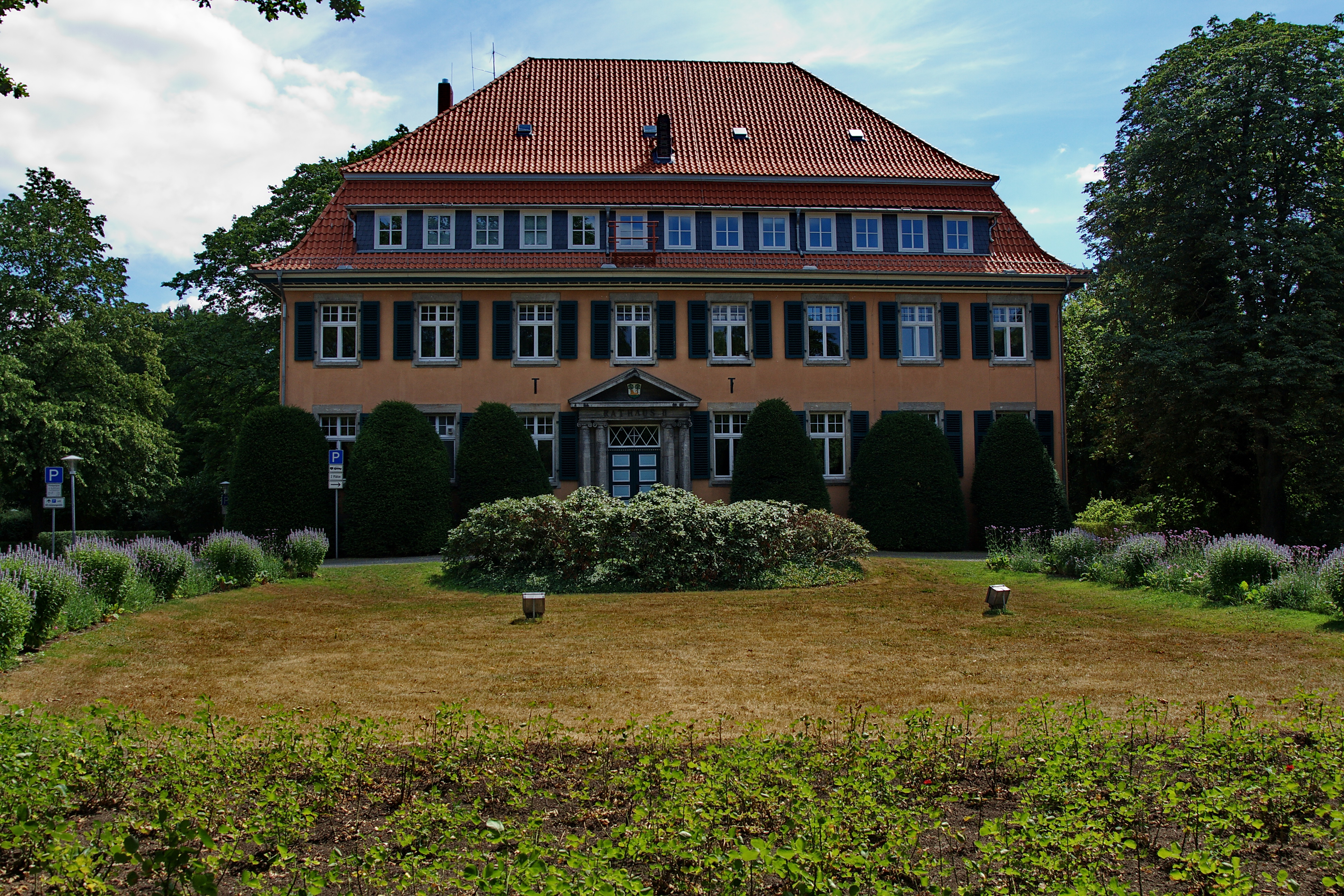
Landratsvilla (Rathaus II)
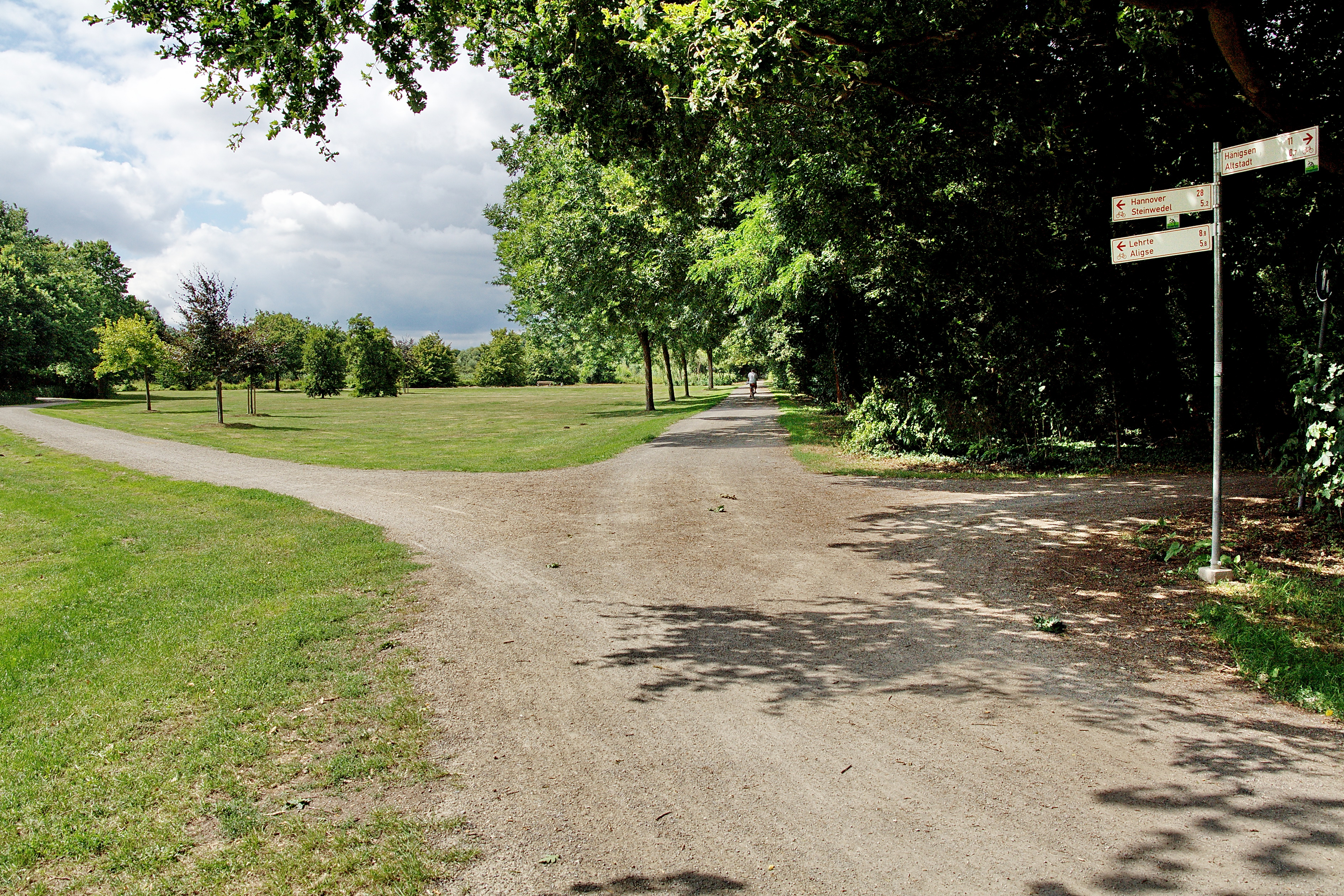
Stadspark
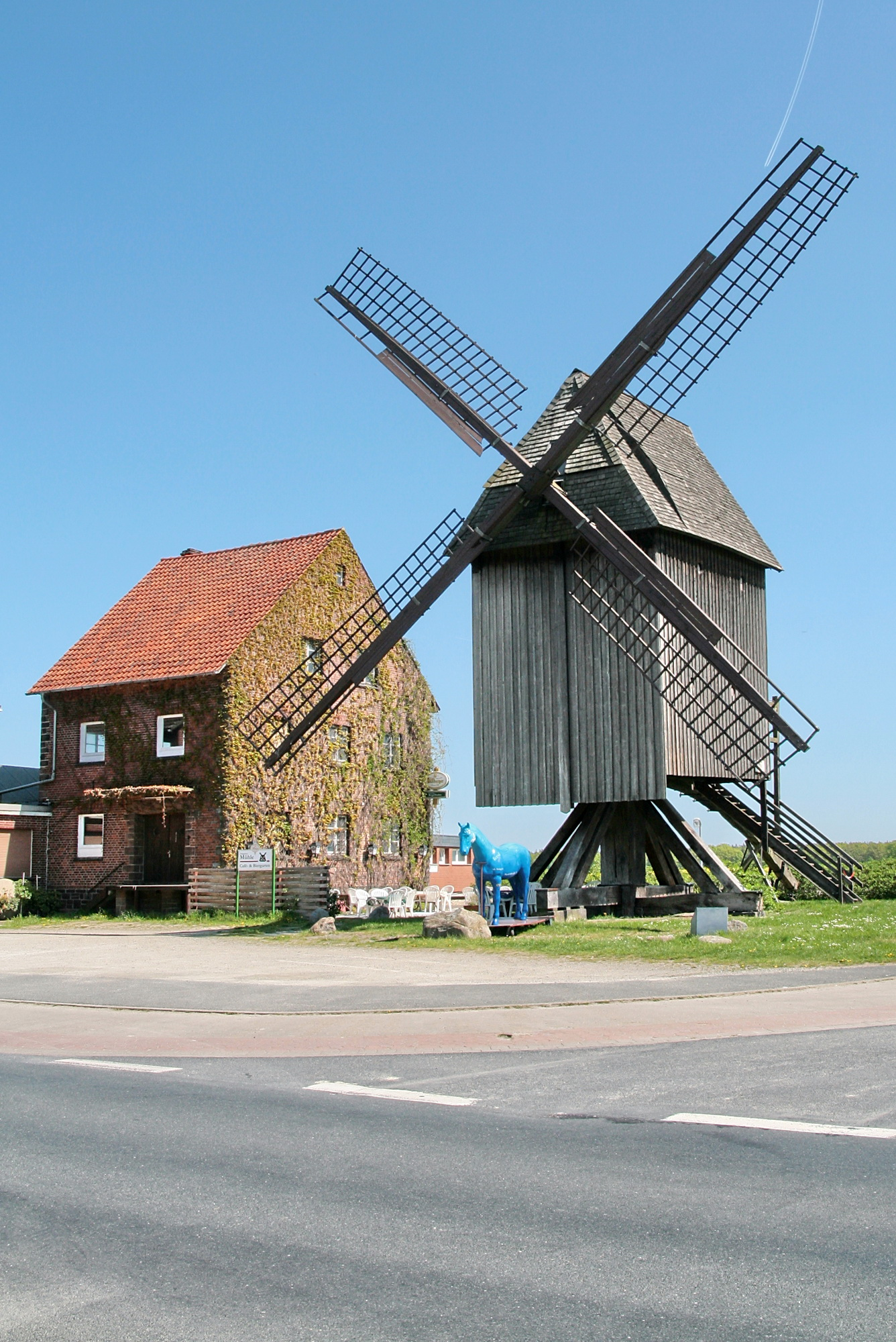
Sorgensen, windmolen
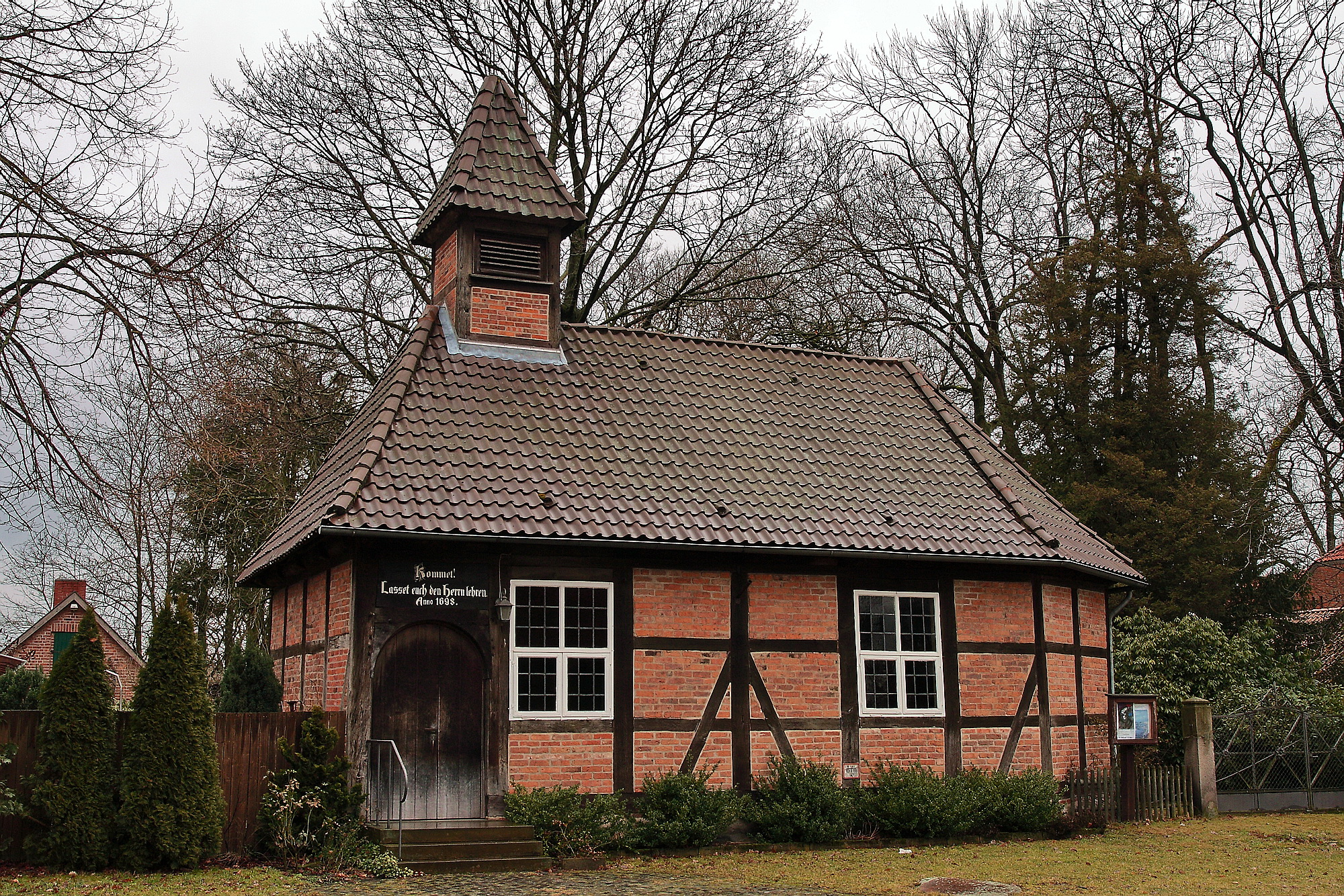
Kapel te Ramlingen (1698)
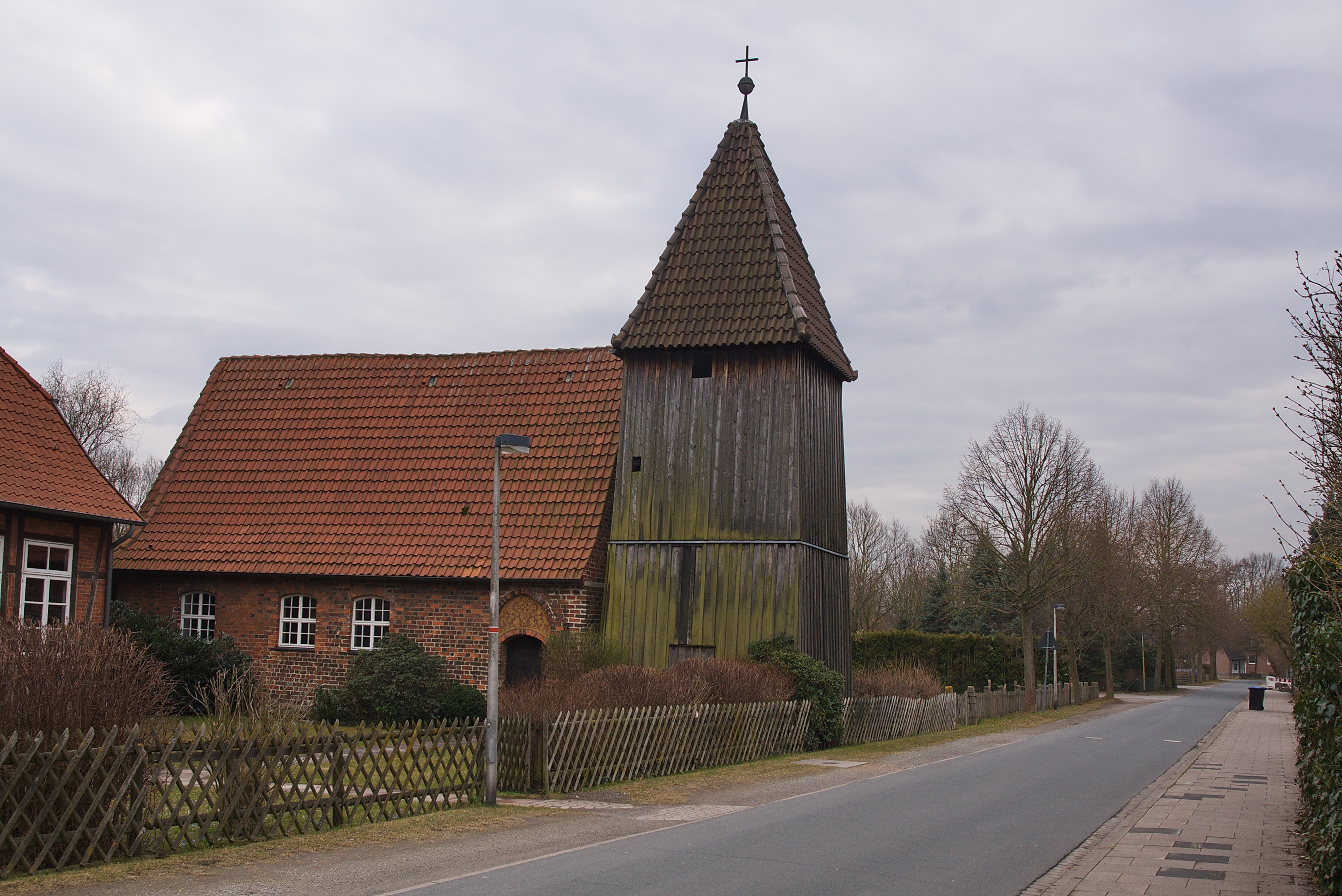
Kapel te Otze (1350)

## Partnergemeenten
- Burgdorf, Kanton Bern, Zwitserland, sinds 1968
- Calbe (Saale), Saksen-Anhalt (Duitsland), sinds 1990